# CS Vincent van Gogh
De Christelijke Scholengemeenschap Vincent van Gogh, tevens bekend als CS Vincent van Gogh en afgekort als 'CSVVG' is een scholengemeenschap in Assen en Beilen. Voorheen heette deze school Christelijke Scholengemeenschap Assen.

## Onderwijsniveaus en locaties
Het CS Vincent van Gogh heeft drie locaties, respectievelijk locatie Lariks, Salland en Beilen.
- Locatie Lariks bevindt zich in de wijk Lariks in Assen. Op deze locatie wordt lesgegeven op havo- en vwo-niveau. Er is ook een gymnasiumopleiding. Sinds 2006 biedt Lariks ook tweetalig onderwijs (TTO) aan. (52° 59′ 58″ NB, 6° 32′ 45″ OL)
- Locatie Salland bevindt zich in de wijk Baggelhuizen in Assen. Op locatie Salland wordt lesgegeven op vmbo- en lwoo-niveau. (52° 59′ 4″ NB, 6° 32′ 11″ OL)
- De locatie in Beilen is gevestigd aan De Omloop 5 te Beilen en biedt vmbo/lwoo, havo en vwo. Deze locatie heet Volta en is een samenwerking tussen het CS Vincent van Gogh en het Dr. Nassau College.

## Geschiedenis
In 1968 werd door de Christelijke Scholengemeenschap Assen (CSA) een gebouw in de wijk Lariks in gebruik genomen. In 2013 werd het vervangen door nieuwbouw. Eind 2004 werd de brugklaslocatie Veningerland uit gebruik genomen.

## Kerstactie
Ieder jaar, enkele dagen voor de kerstvakantie, wordt er een kerstactie gehouden. Tijdens deze kerstactie wordt geprobeerd zo veel mogelijk geld op te halen voor het goede doel. Sinds 2007 worden de kerstacties op de verschillende locaties onafhankelijk georganiseerd: zij organiseren dus zelf de acties en kiezen ook hun eigen goede doel. Wat nog wel samen georganiseerd wordt is de Night of the Proms. Op dit gala mogen de leerlingen van locatie Lariks komen vanaf de tweede klas. Voor de locatie Salland mag dit al vanaf de eerste, omdat de leerlingen daar maar 4 jaar op school zitten. Lariks en Salland hebben los van elkaar een "Night of the Proms".

## Debatteren
CS Vincent van Gogh doet mee aan meerdere debatwedstrijden op landelijk en provinciaal niveau. De wedstrijden waar de school gedurende de laatste paar jaar aan mee heeft gedaan zijn:
- Het Model Europees Parlement, waarvoor elk jaar vwo-leerlingen worden afgevaardigd aan de provinciale voorronde.
- Menig MUN-conferentie, waarvoor elk jaar leerlingen uit TTO-vwo 5 worden afgevaardigd. De conferenties waar de school aan meedoet zijn: HSP-MUN in Nijmegen en OLMUN in Oldenburg.
- Onderweg naar het Lagerhuis, waar de school in 2018 voor het eerst aan meedeed.[3] Dit was een initiatief van de leerlingen uit vwo 6. In maart 2018 heeft het team de landelijke achtste finales gewonnen.[4]

## CS Vincent van Gogh in het nieuws
- In 2006 kwam de school in het Dagblad van het Noorden, toen de school haar eerste TTO-brugklas verwelkomde.[5]
- In 2007 bleken in de havo/vwo-bovenbouw van de school als gevolg van administratieve fouten roosterproblemen te zijn ontstaan.[6]
- In het begin van 2008 publiceerde het Dagblad van het Noorden nogmaals over de school, deze keer over de reünie in het kader van 40 jaar CSA.[7]
- In 2010 bracht prinses Máxima Zorreguieta een bezoek aan het Vincent van Gogh Salland.[8][9]
- Aan het einde van het schooljaar 2009-2010 slaagden alle 27 TTO-3 leerlingen voor het Cambridge Checkpoint Exam. Ze hadden de hoogste resultaten van Nederland.[10]
- Op 20 februari 2018 heeft de locatie Lariks van het CS Vincent van Gogh de provinciale voorrondes van Onderweg naar het Lagerhuis gewonnen.[4]